# ウィリアム・アイアトン
ウィリアム・アイアトン（英語: William Ireton、1955年 - ）は、日本の実業家、映画プロデューサー。ワーナーエンターテイメントジャパン（現・ワーナー ブラザーズ ジャパン合同会社）元代表取締役社長。ニックネームは「あやとん」。

## 人物・経歴
東京都出身。1976年、上智大学卒業。父は米国人、母は日本人で、日本で育つ。会社ムービー・テレビ・マーケティングを経営し、海外向けの英文映画業界誌「ムービー・TV・マーケティング」を創刊した父の影響で、幼い頃から映画に関心を持つ。1976年に東宝東和に勤務、1980年に父の会社を経て、1988年にタイム・ワーナー・エンターテイメントジャパンの映画部門、ワーナー・ブラザース映画の日本代表。『マトリックス』3部作や『ハリー・ポッターシリーズ』、『ラスト サムライ』、『硫黄島からの手紙』などの配給で中心的な役割を果たす。2006年からワーナーエンターテイメントジャパン（現・ワーナー ブラザーズ ジャパン合同会社）代表取締役社長。映画製作、マーケティングおよび配給、テレビ番組の配給、さらにデジタル配信を含むホームエンタテインメント、コンスーマー向け製品やビデオゲームなど、日本における幅広い事業を統括。また、邦画製作事業を立ち上げ、7年間で49本の作品を手掛け、ローカルプロダクションで貢献。総興行収入1億ドルを超える『るろうに剣心』シリーズ、『パラダイス・キス』、『最後の忠臣蔵』、『藁の盾』、『黒執事』、『許されざる者』（クリント・イーストウッドの『許されざる者』のリメイク作品、渡辺謙主演）などを製作。
4男1女がおり、長男マシュー・アイアトンは吉本USAのCEO（吉本興業が15年に映画「マクベス」を配給した際に父のアイアトン・エンタテイメントと業務提供した縁も）。二男ウィル・アイアトンはWBCフィリピン代表などやテキサス・レンジャーズとのマイナー契約を経てロサンゼルス・ドジャースでデータ分析を担当し、2024年には大谷翔平の通訳として脚光を浴びた。三男（第4子）は日本の芸能界で活動しているスタンダップコメディアンで、同性愛者を公表しているトーマス・アイアトン。長女は「ロバータ」名義で活動していた元タレントのロバータ・アイアトンで、一時期は吉本興業に所属していたこともあり、友人のゆりやんレトリィバァとのInstagram共同開設者である。